# Kirinua zhengqi
Espèce
Kirinua zhengqi est une espèce d'araignées aranéomorphes de la famille des Symphytognathidae.

## Distribution
Cette espèce est endémique du Guangxi en Chine,. Elle se rencontre dans le xian de Fusui.

## Description
La femelle holotype mesure 0,73 mm.

## Systématique et taxinomie
Cette espèce a été décrite par Lin et Li en 2024.

## Étymologie
Cette espèce est nommée en l'honneur de Zheng-qi Zhang.

## Publication originale
- Lin, Li, Mo & Wang, 2024 : « Thirty-eight spider species (Arachnida: Araneae) from China, Indonesia, Japan and Vietnam. » Zoological Systematics, vol. 49, no 1, p. 4-98.